# Drypetes brownii
Drypetes brownii là một loài thực vật có hoa trong họ Putranjivaceae. Loài này được Standl. mô tả khoa học đầu tiên năm 1929.